# Porcellio saltuum
Porcellio saltuum là một loài chân đều trong họ Porcellionidae. Loài này được Koch miêu tả khoa học năm 1901.